# The Hateful Eight
The Hateful Eight er en amerikansk episk westernfilm fra 2015, skrevet og instrueret af Quentin Tarantino.
Filmen foregår i Wyoming nogle år efter borgerkrigen  og kredser omkring otte fremmede, der søger ly i et bjergpas under en snestorm. 
Filmen har bl.a. Samuel L. Jackson, Kurt Russell, Tim Roth, Michael Madsen og Channing Tatum på rollelisten. 

## Medvirkende
- Samuel L. Jackson – Major Marquis Warren
- Kurt Russell – John Ruth
- Tim Roth – Oswaldo Mobray
- Michael Madsen – Joe Gage
- Channing Tatum –  Jody Domergue
- Jennifer Jason Leigh – Daisy Domergue
- Bruce Dern – General Sandy Smithers
- Walton Goggins – Sherif Chris Mannix
- Quentin Tarantino – Fortæller